# Sage Group
The Sage Group PLC – notowany na londyńskiej giełdzie dostawca rozwiązań wspomagających zarządzanie dla małych i średnich przedsiębiorstw.
Przedsiębiorstwo zostało założone w 1981 roku w Anglii. Od 1989 roku jest notowane na Londyńskiej Giełdzie Papierów Wartościowych (LSE), a od 1999 roku należy do grona spółek zaliczanych do indeksu FTSE 100.
The Sage Group PLC oferuje rozwiązania dotyczące produkcji, dystrybucji, branży budowlanej, a także organizacji non-profit.
Do grona Klientów należy 5,8 miliona firm; dystrybucją produktów i usług oraz opieką nad klientami zajmuje się sieć 30 000 Partnerów. Firma współpracuje z 40 000 biur rachunkowych na świecie i jest obecna m.in.: w Wielkiej Brytanii, Austrii, Belgii, Francji, Hiszpanii, Niemczech, Portugalii, Szwajcarii, Polsce, Stanach Zjednoczonych, Kanadzie, Indiach oraz Australii.
W 2008 roku finansowym przychody The Sage Group PLC wzrosły o 7% do 1 295,0 mln funtów (2007: 1214,1 mln GBP). Zysk przed opodatkowaniem wzrósł o 3% i wyniósł 273,4 mln funtów (2007: 265,1 mln), zaś wskaźnik zysku operacyjnego EBITA wyniósł 23% (2007: 24%). Całkowity przychód ze sprzedaży usług wzrósł o 10%, stanowiąc 61% całej działalności.